# Georg Ludwig Zülzer
Georg Ludwig Zülzer (* 10. April 1870 in Berlin; † 16. Oktober 1949 in New York) war ein deutscher Internist, der auf dem Gebiet der Behandlung des Diabetes mellitus forschend tätig war. Basierend auf der Entdeckung von Oskar Minkowski zum Ende des 19. Jahrhunderts, dass die Entfernung der Bauchspeicheldrüse bei Hunden einen Diabetes mellitus auslöste, führte Georg Ludwig Zülzer zum Beginn des 20. Jahrhunderts Versuche zum Einsatz von Extrakten aus Bauchspeicheldrüsen zur Diabetes-Behandlung durch.
Nach ersten Erfolgen bei der experimentellen Anwendung in Hunden behandelte er am 21. Juni 1906 einen Patienten, der sich bereits im diabetischen Koma befand und damit in Kürze versterben würde, mit einem alkoholischen Extrakt aus den Bauchspeicheldrüsen von Kälbern, der von der Berliner Firma Schering unter dem Namen Acomatol hergestellt worden war. Nach einer anfänglichen Besserung des Zustandes des Patienten zeigten sich jedoch schwere Nebenwirkungen wie Zittern, Schweißausbrüche und beschleunigter Herzschlag, die zum Teil bereits im Tierversuch beobachtet worden waren. Nach dem Absetzen des Medikamentes verstarb der Patient. Es ist nicht vollständig nachvollziehbar, ob diese Reaktionen auf Verunreinigungen des Extraktes, einer immunologischen Abwehrreaktion des Körpers oder auf einer durch eine Überdosierung ausgelösten Unterzuckerung beruhten.
Bei sechs weiteren Patienten trat Fieber mit Schüttelfrost auf. Jedoch konnte Zülzer bei allen Patienten eine vorübergehende Verbesserung des Allgemeinzustandes und eine Reduktion der Zuckerausscheidung mit dem Urin sowie der Ketoazidose (toxischer Nebenprodukte der Überzuckerung) beobachten. Er publizierte diese Ergebnisse 1908.
Georg Ludwig Zülzer widmete sich nach diesem teilweisen Misserfolg zunächst weiter der Erforschung der Diabetes-Behandlung und versuchte, das auch als „Zülzer-Extrakt“ bezeichnete Präparat zu verbessern.
1912 wurde ihm unter dem Titel „Pancreas Preparation Suitable For The Treatment Of Diabetes“ vom amerikanischen Patentamt ein Patent erteilt, das er vier Jahre zuvor beantragt hatte (Patent-Nummer 1.027.790).
Mit Hilfe der Firma Hoffmann La-Roche gelang ihm eine bessere Reinigung seiner Pankreas-Extrakte. Er injizierte sie diabetischen Hunden, die daraufhin Krämpfe bekamen und starben. Dies war aus heutiger Sicht wohl auf eine Überdosis des später entdeckten Insulins und eine daraus resultierende Unterzuckerung zurückzuführen. Zülzer erkannte dies jedoch nicht und glaubte vielmehr, das Problem sei immer noch die unzureichende Reinheit des Präparats. Mit Ausbruch des Ersten Weltkriegs musste er 1914 seine Forschung einstellen.
Der Durchbruch in der Diabetes-Therapie erfolgte erst 1921 durch die Entwicklung eines gereinigten Extraktes durch Frederick Banting und Charles Best, mit dem sie im Januar des folgenden Jahres einem 13-jährigen Diabetiker das Leben retteten.
Bereits Wilhelm Zuelzer (1834–1893), der Vater von Georg Ludwig Zülzer, war Arzt in Berlin gewesen. Georg Ludwig Zülzer, der jüdischer Abstammung war, hatte eine Praxis in Berlin und emigrierte nach der Machtergreifung der Nazis 1934 in die Vereinigten Staaten nach New York. Er war verheiratet und hatte drei Kinder, von denen Wolf William Zülzer wie sein Vater und Großvater Medizin studierte, und zu einem bekannten Kinderarzt in den USA wurde.

## Veröffentlichungen (Auswahl)
- Experimentelle Untersuchungen über den Diabetes. In: Berliner Klinische Wochenschrift. 44. Jahrgang, 1907, S. 474 f.
- Ueber Versuche einer specifischen Fermenttherapie des Diabetes. In: Zeitschrift für die experimentelle Pathologie und Therapie. 5. Jahrgang, 1908, S. 307–318.